# 질석

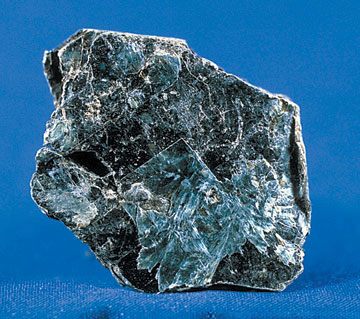
질석의 실질적인 모습.

질석(蛭石, Vermiculite 버미큘라이트[*])은 규산염 수화물의 일종이다. 운모가 변성된 것이다. 열을 받으면 팽창한다. 충분히 열을 받으면 박리 효과가 일어난다. 이 성질을 사용해 용광로에 사용되며, 리튬 전지 관련 화재 진압용으로도 널리 이용된다.